# (11169) Alkon
(11169) Alkon est un astéroïde de la ceinture principale découvert par LINEAR le 20 mars 1998.